# Rafaelovi kartoni
Rafaelovi kartoni je sedem velikih kartonov (predlog) za tapiserije, ki pripadajo britanski kraljevi zbirki, vendar so od leta 1865 posojeni muzeju Victoria in Albert v Londonu, in jih je oblikoval slikar visoke renesanse Rafael v letih 1515–16 in prikazujejo prizore iz evangelijev in Dela apostolov. So edini ohranjeni deli sklopa desetih kartonov, ki jih je papež Leon X. naročil za tapiserije za Sikstinsko kapelo v Apostolski palači, ki še vedno (ob posebnih priložnostih) visijo pod znamenitimi Michelangelovimi freskami na oboku in pod ciklom fresk srednjeitalijanskih renesančnih slikarjev iz 15. stoletja. Reproducirani v obliki tiskov (grafik), so tekmovali z Michelangelovim obokom kot najbolj znanim in najvplivnejšim dizajnom renesanse in so bili dobro znani vsem umetnikom renesanse in baroka po Evropi.  Občudovanje le-teh je doseglo višek v 18. in 19. stoletju; opisali so jih kot »partenonske skulpture moderne umetnosti«.

## Naročilo in tapiserije
Rafael - ki ga Michelangelo ni preveč maral – se je zelo zavedal, da bo njegovo delo videlo poleg stropa Sikstinske kapele, ki je bil končan šele dve leti prej in zelo skrbel za izpopolnjevanje svojih zasnov, ki so med njegovimi največjimi in najbolj zapletenimi. Prvotno je bil komplet namenjen 16 tapiserijam. Rafaela je Leon plačal dvakrat, junija 1515 in decembra 1516, zadnje plačilo pa je bilo očitno po zaključku dela. Tapiserije so v času renesanse ohranile poznogotski prestiž. Večina stroškov je nastala v proizvodnji: čeprav je izdelava tapiserij v Bruslju stala 15.000 dukatov, je Rafael plačal le 1000.
Kartoni so naslikani z distemper dekorativno barvo na mnogih listih zlepljenih skupaj (kot je razvidno iz ilustracij v polni velikosti); zdaj so nameščeni na platneni podlogi. Vsi so nekaj več kot 3 m visoki in široki od 3 do 5 m; figure so torej pretirane. Čeprav so nekatere barve zbledele, so na splošno v zelo dobrem stanju. Tapiserije so zrcalne podobe kartonov, kot so jih delali od zadaj; zdi se, da se Rafaelova zavest o tem v njegovih zasnovah pretirano pojavlja Wölfflin 1968, str. 108 Rafaelova delavnica je pomagala pri njihovem zaključku; končali so z veliko previdnostjo in dejansko kažejo veliko bolj subtilno paleto barv, kot jih je bilo mogoče reproducirati v tapiseriji. Ohranjenih je tudi nekaj majhnih pripravljalnih risb: ena za Spreobrnitev prokonzula je v Kraljevi zbirki , Getty muzej v Malibuju ima slikarsko študijo sv. Pavel poklanja oblačila. Za vse predmete, ki so se izgubili, so bile še druge risbe; prav iz njih so bili narejeni prvi odtisi.
Sedem kartonov je bilo verjetno dokončano leta 1516 in so jih nato poslali v Bruselj, kjer je vatikanske tapiserije tkala delavnica Pieter van Aelst. Pozneje so bili izdelani še drugi sklopi, vključno s tistim, ki ga je leta 1542 pridobil Henrik VIII. Angleški; francoski kralj Franc I. je imel še en podoben primer. Kartoni so se včasih s tapiserijami vrnili k naročniku, vendar se v tem primeru očitno to ni zgodilo. Tapiserije so imele zelo široke in zapletene robove, ki jih je tudi zasnoval Rafael, in jih ti kartoni nimajo; domnevno so imeli svoje risbe. Robovi so vključevali ornamentiko v imitaciji antične rimske reliefne skulpture in izklesanega porfirja. Narejene so bile tako z zlato kot srebrno nitjo; nekatere so vojaki leta 1527 požgali v času obleganja Rima, da bi izvlekli dragocene kovine. Prva dostava je bila leta 1517, sedem pa je bilo v kapeli za božični dan leta 1519 (takrat kot zdaj je bil njihova razstava rezervirana za posebne priložnosti).
Rafael je vedel, da bodo končni izdelek njegovega dela izdelali obrtniki, ki so njegov dizajn oblikovali v drugem mediju; njegova prizadevanja so zato v celoti osredotočena na močne kompozicije in široke učinke, ne pa na dobrohotno ravnanje ali detajle. Deloma je bilo to enako učinkovito pri zmanjšanih tiskanih različicah. Rafaelove kartone so cenili v družini Carracci, a veliko obdobje njihovega vpliva se je začelo z Nicolasom Poussinom, ki se jih je močno sposojal in »resnično pretiraval z Rafaelovim slogom; ali bolje rečeno, koncentriral ga je, ker je delal v veliko manjšem obsegu«. Nato so vsaj v zgodnjem 19. stoletju ostajali temelj enega pristopa k zgodovinskemu slikanju - Rafael, katerega vpliv so želeli Prerafaeliti zavreči, je bil morda predvsem Rafael iz kartonov.

## Predmeti
Rafaelovi kartoni predstavljajo prizore iz življenja svetnikov Petra in Pavla. V programu so bile poudarjene številne točke, pomembne za sodobne polemike v obdobju tik pred protestantsko reformacijo, predvsem pa zaupanje Cerkve svetemu Petru, ustanovitelju papeštva. Precedensov za te teme je bilo razmeroma malo, zato je bil Rafael manj omejen s tradicionalnimi ikonografskimi pričakovanji, kot bi bil s serijo o življenju Kristusa ali Marije. Brez dvoma je za upodobitev prejel nekaj nasvetov ali navodil pri izbiri prizorov. Prizori iz Petrovega življenja so bili zasnovani tako, da so v srednjem registru kapele viseli pod Peruginovimi freskami Kristusovo življene in drugih; nasproti njih je bilo življenje svetega Pavla pod freskami Mojzesovo življenje. Majhen friz je posredoval teme iz Leonovega življenja, namenjene tudi dopolnjevanju drugih serij. Vsako zaporedje se začne pri oltarni steni, Življenje Petra na desni strani kapele in Življenje Pavla na levi. V kompletu so tri teme, za katere kartoni niso ohranjeni.

### Petrovo življenje
- Čudežni ulov rib (Lk 5,1–11)
- Kristus postavi Petra vodjo svoje Cerkve (Mt 16,16-19) Ključni trenutek v evangelijih za trditve papeštva
- Ozdravitev hromega človeka (Apd 3,1–8)
- Ananijeva smrt (Apd 5,1–10)

### Pavlovo življenje
- Kamenjanje svetega Štefana (brez kartonov), na katerem je bil Paul (Savel) prisoten pred spreobrnjenjem.
- Spreobrnitev svetega Pavla (brez kartona)
- Spreobrnitev prokonzula ali Oslepitev Elimasa (Apd 13,6–12). Pavla so povabili, naj pridiga pri rimskemu prokonzulu Pafosu, Sergiju Paulusu, vendar ga zasleduje Elimas, "magus", ko  Pavel čudežno povzroči, da je začasno slep in tako spreobrne prokonzula.
- Žrtvovanje pri Listri (Apd 14,8). Potem ko Pavel čudežno pozdravi pohabljeno osebo, Listračani vidijo njega in njegovega spremljevalca Barnaba (oba sta levo) kot bogova in jima želijo žrtvovati. Pavel gnusno raztrga oblačila, medtem ko Barnaba govori z množico in prepriča mladega moža v središču, da moškega z žrtveno sekiro zadrži.
- Sveti Pavel v zaporu (brez kartona), manjši od drugih
- Svet Pavel pridiga v Atenah (Apd 17,16–34), na levi strani v rdeči kapi je lik Levona; poleg njega je Janus Lascaris, grški učenjak v Rimu. Klečeči par na desni je verjetno dodal Giulio Romano, takrat Rafaelov pomočnik.